# Jarrion Lawson
Jarrion Lawson (ur. 6 maja 1994 w Texarkanie) – amerykański lekkoatleta specjalizujący się w biegach sprinterskich oraz w skoku w dal.
Podczas mistrzostw świata juniorów w Barcelonie (2012) zdobył brązowy medal. W 2016 zajął 4. miejsce podczas igrzysk olimpijskich w Rio de Janeiro. Srebrny medalista IAAF World Relays (2017). W tym samym roku zdobył srebro w skoku w dal podczas światowego czempionatu w Londynie (2017).
Stawał na podium juniorskich i seniorskich mistrzostw USA oraz czempionatu NCAA (także w sprintach).
Rekordy życiowe: stadion – 8,58 (3 lipca 2016, Eugene); hala – 8,39 (14 marca 2014, Albuquerque).

## Osiągnięcia
| Rok  | Impreza                     | Miejsce        | Konkurencja             | Pozycja           | Wynik   |
| ---- | --------------------------- | -------------- | ----------------------- | ----------------- | ------- |
| 2012 | Mistrzostwa świata juniorów | Barcelona      | skok w dal              | 3. miejsce        | 7,64    |
| 2016 | Igrzyska olimpijskie        | Rio de Janeiro | skok w dal              | 4. miejsce        | 8,25    |
| 2017 | IAAF World Relays           | Nassau         | sztafeta 4 × 200 metrów | 2. miejsce        | 1:19,88 |
| 2017 | Mistrzostwa świata          | Londyn         | skok w dal              | 2. miejsce        | 8,44    |
| 2018 | Halowe mistrzostwa świata   | Birmingham     | skok w dal              | 4. miejsce        | 8,14    |
| 2022 | Halowe mistrzostwa świata   | Belgrad        | skok w dal              | 4. miejsce        | 8,19    |
| 2023 | Mistrzostwa świata          | Budapeszt      | skok w dal              | el. – 16. miejsce | 7,96    |
| 2024 | Halowe mistrzostwa świata   | Glasgow        | skok w dal              | 5. miejsce        | 8,06    |
| 2024 | Igrzyska olimpijskie        | Paryż          | skok w dal              | el. –             | NM      |